# آرثر سلاتر
آرثر سلاتر (بالإنجليزية: Arthur Slater)‏ (25 فبراير 1908 في المملكة المتحدة - 1 يناير 1976 بلوتن في المملكة المتحدة) هو لاعب كرة قدم بريطاني (وحمل سابقاً جنسية المملكة المتحدة لبريطانيا العظمى وأيرلندا) في مركز حراسة المرمى. لعب مع بورت فايل ونادي ليتون أورينت ونادي واتفورد وVauxhall Motors F.C. ‏ وMurton A.F.C. ‏.